# 7.11水害
7.11水害（7.11すいがい）とは、1995年（平成7年）7月11日から12日にかけて、信越地方で発生した水害である。

## 概要
梅雨前線の活動が活発になった1995年（平成7年）7月11日、新潟県上越地方・長野県北信地方・富山県東部地域に集中豪雨が発生。一級河川姫川・関川・黒部川周辺で被害を出した。死者2名、家屋の全半壊39戸と地域住民の直接的被害は少なかったが、10,000人以上が避難。道路や鉄道のインフラが復旧するのに数年を要する被害を出した。
姫川流域
姫川が大氾濫。支流や付近の山腹斜面では、土石流や地すべりが多数発生した。流域での死者・行方不明者は生じなかったものの、交通手段を失った糸魚川市平岩地区の住民500人以上がヘリコプターにより救出される事態となった。国道148号は基礎部の洗掘によりスノーシェッドが転覆、県境の国界橋が土石流で流出するなどの被害を受け不通となり、全線復旧まで約3年5か月を要した。また、JR大糸線も斜面崩壊や土石流により各地で寸断し全線復旧まで約2年4か月を要した。
なお、この災害の復旧活動の際に発生した蒲原沢土石流災害では14名が犠牲になっている。
関川流域
新井市（現・妙高市）月岡の関川と渋江川の合流点付近など複数箇所で破堤が発生した。関川上流域では地震滝橋や国道292号猿橋をはじめとする複数の橋が流出。住宅や自動車が押し流されたほか、新井南中学校（現在は統合により閉校）のプールが破壊されるなどの被害も出た。下流域では、関川支流の保倉川や戸野目川で溢水により上越市内の住宅や工場に浸水被害が出た。
黒部川周辺
黒部峡谷温泉郷の名剣温泉の露天風呂と源泉、黒薙温泉の露天風呂や入浴施設が流された。黒部峡谷鉄道が8か所に渡って不通となり、復旧に4か月、完全復旧は翌1996年7月20日までかかった。支流の祖父谷では崩壊で川が堰き止められ、祖父谷の天然ダム湖が形成された。